# Ляоян
Ляоя́н (кит. упр. 辽阳, пиньинь Liáoyáng) — городской округ в провинции Ляонин КНР.

## История
Во времена киданьской империи Ляо в этих местах в 938 году была учреждена Ляоянская управа (辽阳府). Во времена монгольской империи Юань в 1298 году была учреждена провинция Ляоян (辽阳行省).
Во времена империи Мин эти места подчинялись Ляодунскому наместнику. Когда Нурхаци основал государство Поздняя Цзинь, то в 1621 году здесь разместилась его Восточная столица (东京). В 1625 году столица переехала в Шэньян, а в этих местах была вновь учреждена Ляоянская управа. В 1665 году была образована Ляоянская область (辽阳州), подчинённая Фэнтяньской управе. В 1904 году в районе Ляояна произошло одно из крупнейших сражений русско-японской войны.
После Синьхайской революции в Китае была проведена реформа структуры административного деления, во время которой области и управы были упразднены, и в 1914 году на землях, ранее напрямую подчинённых властям Ляоянской области, был образован уезд Ляоян (辽阳县) провинции Фэнтянь (в 1929 году переименованной в Ляонин).
После образования КНР в 1949 году урбанизированная часть уезда Ляоян была выделена в отдельный город Ляоян; город и уезд при этом вошли в состав новой провинции Ляодун. В 1954 году провинции Ляодун и Ляоси были объединены в провинцию Ляонин, разделённую на «специальные районы»; в частности, был образован Специальный район Ляоян (辽阳专区), в состав которого вошло 10 уездов, а власти которого разместились в городе Ляоян. В 1958 году Специальный район Ляоян был расформирован, а уезд Ляоян был присоединён к городу Ляоян, перешедшему в подчинение властям Аньшаня.
В 1961 году из состава города Ляоян был вновь выделен в отдельную административную единицу уезд Ляоян  (при этом они оба оставались под юрисдикцией властей Аньшаня). 16 декабря 1965 года был образован Специальный район Ляонань (辽南专区), в состав которого из-под юрисдикции Аньшаня были переданы уезды Ляоян и Хайчэн, а город Ляоян стал городом провинциального подчинения. 26 декабря 1968 года специальный район Ляонань был расформирован, а уезд Ляоян был вновь присоединён к городу Ляоян.
В 1980 году город Ляоян был расформирован, а вместо него образован городской округ Ляоян; при этом из района Шоушань был вновь образован уезд Ляоян, а район Дэнта стал уездом Дэнта. В 1996 году уезд Дэнта был преобразован в городской уезд.

## Административно-территориальное деление
Городской округ Ляоян делится на 5 районов, 1 городской уезд и 1 уезд:
| Карта | Карта          | Карта     | Карта     | Карта            | Карта                  | Карта         | Карта                      |
| ----- | -------------- | --------- | --------- | ---------------- | ---------------------- | ------------- | -------------------------- |
|       |                |           |           |                  |                        |               |                            |
| #     | Статус         | Название  | Иероглифы | Пиньинь          | Население (2003 прим.) | Площадь (км²) | Плотность населения (/км²) |
| 1     | Район          | Байта     | 白塔区    | Báitǎ qū         | 210 000                | 24            | 8750                       |
| 2     | Район          | Вэньшэн   | 文圣区    | Wénshèng qū      | 180 000                | 38            | 4737                       |
| 3     | Район          | Хунвэй    | 宏伟区    | Hóngwěi qū       | 110 000                | 59            | 1864                       |
| 4     | Район          | Гунчанлин | 弓长岭区  | Gōngchánglǐng qū | 90 000                 | 288           | 313                        |
| 5     | Район          | Тайцзыхэ  | 太子河区  | Tàizǐhé qū       | 120 000                | 148           | 811                        |
| 6     | Городской уезд | Дэнта     | 灯塔市    | Dēngtǎ shì       | 510 000                | 1331          | 383                        |
| 7     | Уезд           | Ляоян     | 辽阳县    | Liáoyáng xiàn    | 590 000                | 2853          | 207                        |

## Экономика
В Ляояне базируется алюминиевая компания China Zhongwang Holdings. К юго-востоку от городского центра, в районе Хунвэй, находится крупный нефтеперерабатывающий комплекс.